# Ariel Ortega
Ariel Arnaldo Ortega (Ledesma, Jujuy, 4. ožujka 1974.) je bivši argentinski nogometaš, koji je igrao na poziciji ofenzivnog veznog igrača. Njegov nadimak je "El Burrito" što u prijevodu znači "Mali magarac", tako da ga zovu "Burrito Ortega".

## Trofeji
| Sezona    | Klub              | Trofej              |
| --------- | ----------------- | ------------------- |
| 1991./92. | River Plate       | Argentine Primera   |
| 1993./94. | River Plate       | Argentine Primera   |
| 1994./95. | River Plate       | Argentine Primera   |
| 1999.     | Parma             | Supercoppa Italiana |
| 2001./02. | River Plate       | Argentine Primera   |
| 2004./05. | Newell's Old Boys | Argentine Primera   |
| 2007./08. | River Plate       | Argentine Primera   |

## Vanjske poveznice
- Karijera u Nacionalnoj reprezentaciji
- (šp.) Argentinska Primera - statistika
- River Plate - igračev profil